# Perdita crassihirta
Perdita crassihirta är en biart som beskrevs av Timberlake 1968. Perdita crassihirta ingår i släktet Perdita och familjen grävbin. Inga underarter finns listade i Catalogue of Life.